# Церква Різдва Пресвятої Богородиці (село Святець)

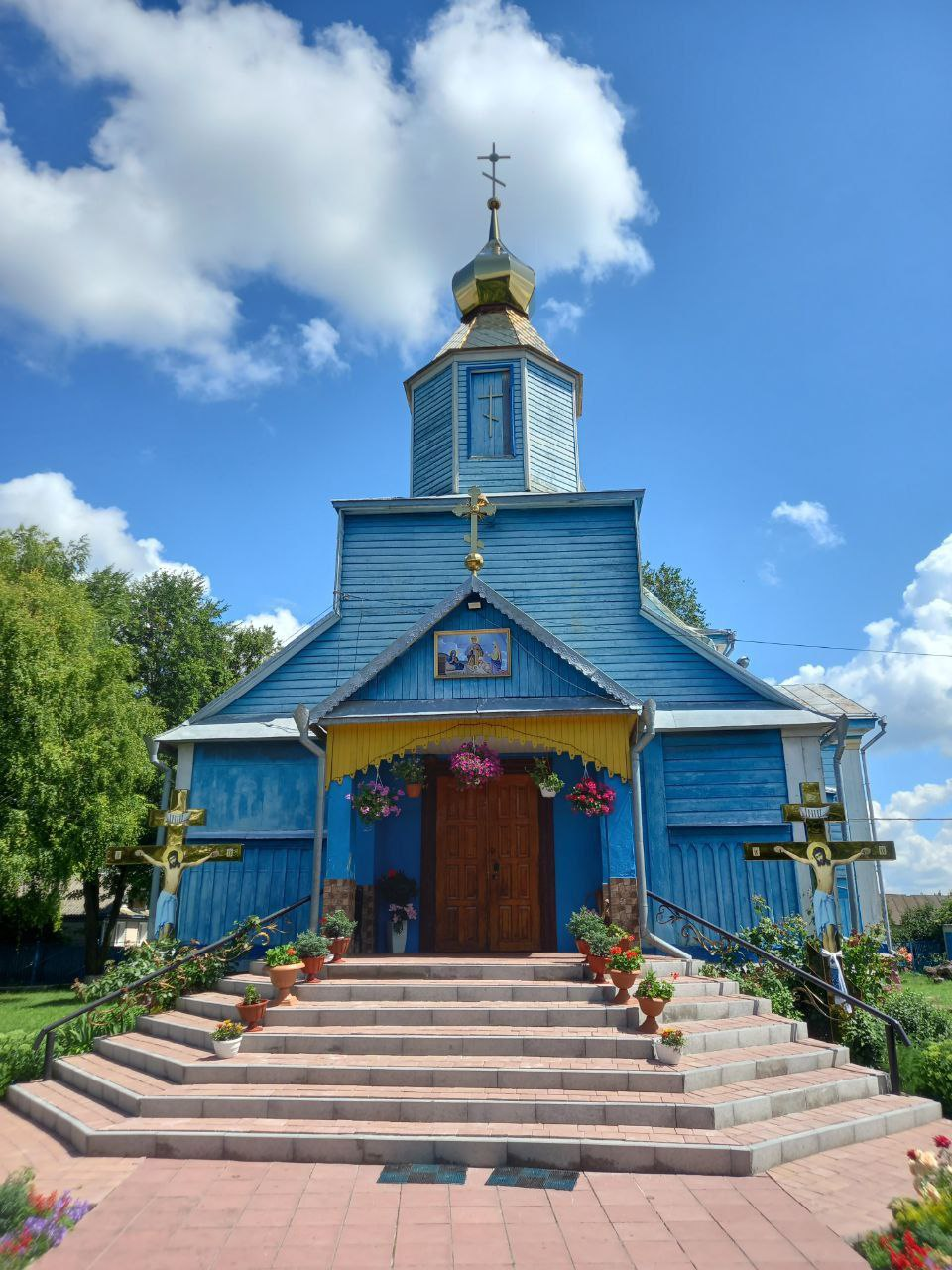

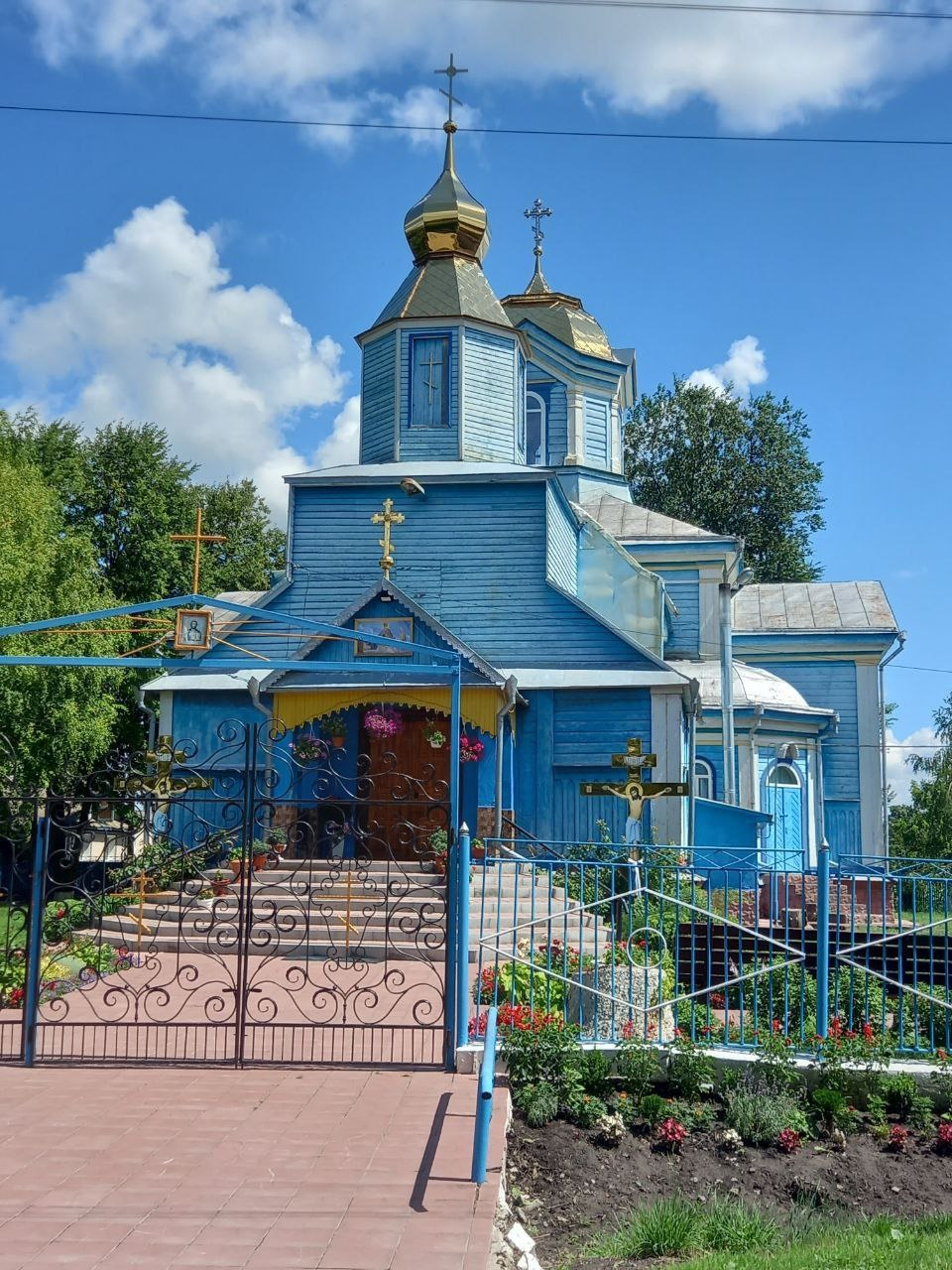

## Церква Різдва Пресвятої Богородиці.
Церква Різдва Пресвятої Богородиці - православний (УПЦ МП) храм у селі Святець Теофіопольської громади Хмельницького району Хмельницької області, пам'ятка архітектури місцевого значення
Збережена дерев'яна церква Різдва Пресвятої Богородиці в Святці за одними даними була збудована в другій половині ХІХ ст., за іншими даними - в 1912 році. 25 лютого 1930 року Теофіпольський райвиконком прийняв рішення про закриття церкви. Більшовики почали розбирати храм, але селяни підняли повстання і відстояли церкву. Зруйновану оригінальну дерев'яну дзвіницю відновили за незалежності України, після ремонту церква діє і до сьогодні. 20 листопада 1991 року в Святці зареєстрована релігійна громада УПЦ Різдво –Богородичної парафії.13 липня 2023 року релігійна громада перейшла до ПЦУ. настоятелем цієї громади став отець В’ячеслав.

### Архітектура
Дерев’яна церква, збудована у формі хреста, є зразком традиційної української архітектури. Храм двоглавий, з шатровим дахом, покритим бляхою, що додає споруді виразного силуету.
Інтер'єр храму має класичну структуру: вівтарна частина відділена від центральної нави іконостасом. По обидва боки центральної нави розташовані бічні нави, а з західного боку — бабинець, що веде в тамбур. У храмі також наявні ризниця та паламарниця, які виконують господарсько-обрядові функції.
Зовні церква пофарбована у світлі блакитні та зелені кольори, що гармонійно поєднуються з навколишнім природним ландшафтом